# La Isla (Centro)
La Isla es una localidad del municipio de Centro ubicado en la subregión centro del estado mexicano de Tabasco.

## Geografía
La localidad de La Isla se sitúa en las coordenadas geográficas 17°49′49″N 92°53′07″O / 17.830278, -92.885278, a una elevación de 22 metros sobre el nivel del mar.

## Demografía
Según el Censo de Población y Vivienda 2020, efectuado por el Instituto Nacional de Estadística y Geografía, la localidad de La Isla tiene 298 habitantes, de los cuales 146 son del sexo masculino y 152 del sexo femenino. Su tasa de fecundidad es de 2.2 hijos por mujer y tiene 83 viviendas particulares habitadas.
| Gráfica de evolución demográfica de La Isla entre 1950 y 2020 |
|                                                               |
| INEGI.                                                        |